# Linia kolejowa Kowel – Zabłocie
Linia kolejowa Kowel – Zabłocie – linia kolejowa na Ukrainie łącząca stację Kowel ze stacją Zabłocie i granicą państwową z Białorusią. Znajduje się w obwodzie wołyńskim. Zarządzana jest przez Kolej Lwowską (oddział ukraińskich kolei państwowych).
Linia na całej długości jest jednotorowa i niezelektryfikowana (z wyjątkiem stacji Kowel, która posiada trakcję). W okresie międzywojennym była to linia dwutorowa.

## Historia
Powstała w XIX w. jako część Kolei Kijowsko-Brzeskiej. Początkowo leżała w Rosji, w latach 1918 - 1945 w Polsce, następnie w Związku Sowieckim (1945 - 1991) i od 1991 na Ukrainie.